# Mikel de Epalza Ferrer
Mikel de Epalza Ferrer (Pau, 1938-Alicante, 2008) fue un arabista, traductor y profesor universitario español. 

## Biografía
Nacido en la ciudad francesa de Pau en 1938, durante el exilio de sus padres, fue jesuita desde 1954 hasta finales de la década de 1970. Fue profesor de las universidades de Tánger, Orán, Autónoma de Madrid, y Alicante. Son obras suyas Los moriscos antes y después de la expulsión (1992) y Jesús entre judíos, cristianos y musulmanes hispanos (siglos VI-XVII) (1999), entre otras, además de una traducción del Corán al catalán, a la que se concedió el Premio Nacional de Traducción en 2003. Este último trabajo fue publicado en 2001 —con una segunda edición en 2002— y en él también colaboraron Josep Forcadell y Joan Maria Perujo. Estudió también la historia de la ciudad argelina de Annaba. Murió el 6 de diciembre de 2008 a raíz de un accidente de tráfico sufrido en mayo de ese mismo año.
Se le ha descrito como «un defensor de las relaciones de España con el Magreb» y «una de las personalidades más respetadas en el ámbito de la Islamología española», además de una referencia en el estudio de la diáspora morisca.